# Castell de Kórnik
El Castell de Kórnik (en polonès: Zamek w Kórniku o bé Zamek Kórnicki) va ser construït al segle xix. L'actual disseny neogòtic és obra de Tytus Działyński, i la posterior remodelació i obres de renovació del castell són obra del seu fill Jan Kanty Działyński. Després de la mort de Jan, el seu cunyat, el comte Ladislau Zamoyski va rebre el castell en herència. Poc abans de morir el 1924, el comte, sense fills, va llegar el castell, juntament amb una extensa col·lecció d'art, i la Kórnik Arboretum a l'Estat polonès. El castell alberga actualment un museu i la Biblioteca de Kórnik.